# ستيف كرايغ
ستيف كرايغ (بالإنجليزية: Steve Craig)‏ هو لاعب كرة قدم أمريكية أمريكي، ولد في 13 مارس 1951 في بيتسبرغ في الولايات المتحدة.

## وصلات خارجية
- ستيف كرايغ على موقع مرجع كرة القدم المحترفة.كوم (الإنجليزية)